# Institut philippin de recherche sur le riz
L'Institut philippin de recherche sur le riz, plus connu sous l'abréviation anglosaxone PhilRice (pour Philippine Rice Research Institute), est un institut de recherche des Philippines. Il a été créé au milieu des années 1980 par le gouvernement philippin, et a pour mission la recherche et le développement de nouvelles technologies permettant d'assurer la sécurité alimentaire du pays et la subsistance de la population rurale.

## Localisation
Depuis avril 1988, le centre principal de l'Institut philippin de recherche sur le riz est situé à Muñoz, une ville des Philippines, sur l'île de Luçon, 147 km, à vol d'oiseau, au nord de la capitale Manille. En 2018, l'institut est composé de dix centres de recherche répartis sur tout le territoire des Philippines, notamment sur les îles de Luçon et Mindanao.

## Missions
L'Institut philippin de recherche sur le riz a pour mission de mener des recherches scientifiques et de développer des technologies permettant d'améliorer la productivité et la compétitivité économique des agriculteurs philippins et d'accroître la production nationale de riz afin de garantir la sécurité alimentaire du pays.

## Histoire
Le 5 novembre 1985, le président de la République en exercice, Ferdinand Marcos, signe un décret présidentiel permettant la création de l'Institut philippin de recherche sur le riz (PhilRice). Un an plus tard, la présidente Corazon Aquino confirme la décision. Les locaux de l'institut sont construits près de l'Institut international de recherche sur le riz, créé en 1960, sur le campus de l'université des Philippines à Los Baños. En juin 1987, l'établissement de recherche devient pleinement opérationnel à la suite de la nomination de son premier directeur.